# Palej
Palej là một thị trấn thống kê (census town) của quận Bharuch thuộc bang Gujarat, Ấn Độ.

## Nhân khẩu
Theo điều tra dân số năm 2001 của Ấn Độ, Palej có dân số 10.872 người. Phái nam chiếm 53% tổng số dân và phái nữ chiếm 47%. Palej có tỷ lệ 69% biết đọc biết viết, cao hơn tỷ lệ trung bình toàn quốc là 59,5%: tỷ lệ cho phái nam là 75%, và tỷ lệ cho phái nữ là 61%. Tại Palej, 14% dân số nhỏ hơn 6 tuổi.